# سرتنگ بهرام‌خانی
 سرتنگ بهرام‌خانی، روستایی از توابع شهرستان بدره در استان ایلام ایران است.

## جمعیت
این روستا در دهستان دوستان قرار دارد و براساس سرشماری مرکز آمار ایران در سال ۱۳۸۵، جمعیت آن ۲٬۲۸۴ نفر (۴۸۸خانوار) بوده‌است.